# Gjergj Qiriazi
Gjergj Qiriazi (ur. 1868 w Bitoli, zm. 30 grudnia 1912 tamże) - albański nauczyciel.

## Życiorys
Ukończył studia na Amerykańskim Uniwersytecie w Samokowie. Po ich ukończeniu pracował w Brytyjskim Towarzystwie Biblijnym.
Po śmierci brata, Gjerasima Qiriaziego w 1894 roku, został dyrektorem szkoły dla dziewcząt w Korczy.
W 1908 roku był delegatem na kongres manastirski będący konferencją naukową, podczas której opracowano alfabet albański. Pracował również jako tłumacz w Konsulacie Austro-Węgier w Bitoli. W tym roku w tymże mieście powstała turecka szkoła średnia, gdzie nauczał języka albańskiego.
W 1909 roku współzałożył drukarnię Bashkimi kombit.